# 1792 en philosophie
Chronologie de la philosophie
- 1788
- 1789
- 1790
- 1791
- 1792
- 1793
- 1794
- 1795
- 1796

L’année 1792 a été marquée, en philosophie, par les événements suivants :

## Publications
- Les  Œuvres philosophiques de François Hemsterhuis sont publiées à Paris deux ans après sa mort, pub. p. H. J. Jansen, 2 vol.

- A Vindication of the Rights of Woman : with Strictures on Political and Moral Subjects traduit en français par Défense des droits de la femme ou Défense des droits des femmes, suivie de quelques considérations sur des sujets politiques et moraux, publié en 1792 par l’écrivain britannique Mary Wollstonecraft, est un essai féministe, l'un des tout premiers du genre.

## Décès
- 21 janvier à Savignano, Émilie-Romagne, Italie : Giovanni Cristofano Amaduzzi (Iohannes Christophorus Amadutius) (né le 9 août 1792 à Savignano) était un religieux, un universitaire, un philosophe et un érudit italien du XVIIIe siècle.